# Margareta av Brandenburg
Margareta av Brandenburg, född 1270, död 1315, var drottning av Polen och hertiginna av Sachsen-Lauenburg; gift med kung Przemyslaw II av Polen och hertig Albrekt III av Sachsen-Lauenburg. 
Margareta var yngsta dotter till markgreve Albrekt III av Brandenburg-Salzwedel och Matilda av Danmark. På sin fars sida tillhörde hon därmed huset Askanien och på sin mors sida var hon dotterdotter till kung Kristoffer I av Danmark.
Hennes första äktenskap med Przemyslaw II ingicks 1293 enbart för att producera en manlig arvinge till den polska tronen, något som misslyckades. Margareta blev vid sin kröning 1295 Polens första fullt erkända drottning sedan Rikissa av Lothringen två hundra år tidigare. Året därpå blev maken mördad. Margareta vände så småningom tillbaka till Brandenburg, och gifte om sig med Albrekt III av Sachsen-Lauenburg 1302. Vid sin andre makes död fick hon behålla en del av hertigdömet livet ut för att kunna försörja sina barn.